# Dinophyceae
Dinophyceae é uma classe de algas unicelulares pertencentes ao filo Dinophyta (Dinoflagellata, dinoflagelados).

## Descrição
As pirrófitas (do grego "pyrrhos", que em português significa cor de fogo) são as algas avermelhadas dinoflageladas (algas que possuem dois flagelos). Em todos os gêneros de vida livre e nos zoósporos dos outros gêneros, existem sempre dois flagelos; a maioria delas é de vida livre no plâncton dulcícola e no plâncton marinho. As algas desta classe são caracterizadas pela presença de clorofilas (a) e (c) e inclusive beta-caroteno e várias outras xantofilas, esses pigmentos estão sempre localizados em cromatóforos, embora existam algumas formas saprofíticas sem pigmentos.
- Vida livre em água doce:
  - Gymnidinium;
  - Peridinium;
  - Gonyaulax.
- Vida livre em água salgada:
  - Noctiluca;
  - Ceratium;
  - Podolampas.

## Ordens
Segundo o AlgaeBase possui cerca de 3 mil espécies distribuídas pelas seguintes ordens:
- Actiniscales
- Amphilothales
- Blastodiniales
- Brachidiniales
- Coccidiniales
- Desmomastigales
- Dinamoebales
- Dinophysiales
- Dinotrichales
- Gonyaulacales
- Gymnodiniales
- Lophodiniales
- Noctilucales
- Oxyrrhinales
- Peridiniales
- Phytodiniales
- Prorocentrales
- Pyrocystales
- Suessiales
- Thoracosphaerales

Do total de espécie, 237 estão colocadas como Dinophyceae incertae sedis.